# Ulica płk. Piotra Podstawskiego w Sokołowie Małopolskim
Ulica płk. Piotra Podstawskiego – ulica w Sokołowie Małopolskim. Część drogi wojewódzkiej nr 875.
Ulica współcześnie ma ponad półtora kilometra długości. Rozpoczyna bieg od południowo-zachodniego rogu rynku, po czym biegnie mniej więcej na zachód z kilkoma zakrętami. Kończy się na granicy miasta z Turzą.

## Historia i nazwa
Ulica Podstawskiego należy do najstarszych ulic miasta. Początkowo nosiła nazwę miejscowości, ku której prowadzi: Sandomierza, Krakowa, Raniżowa lub Zielonki: odpowiednio Sandomierska, Krakowska, Raniżowska i Zielińska/Zieleńska. Nazwy używane były naprzemiennie, czasem równolegle jako nazwy oboczne. Wcześniej częściej w użyciu były nazwy pochodzące od dalszych miejscowości, później od bliższych. Pierwsze zachowane potwierdzenie nazwy pochodzi z 1668 roku (w wersji „Sendomirska”). W XVII wieku przedłużeniem jej zabudowy za wałem miejskim były zgrupowania domów pod nazwą Przedmieście za Bramą Krakowską. W 1891 roku rada miasta nadała jej oficjalnie nazwę hrabiego Tyszkiewicza, któremu kilka lat wcześniej przyznała honorowe obywatelstwo. W powszechnym użyciu nadal funkcjonowała nazwa Raniżowska, a w dwudziestoleciu międzywojennym jako patrona wybrano Piotra Podstawskiego, również honorowego obywatela miasta i jego burmistrza. Podczas okupacji niemieckiej funkcjonowała nazwa Waldstrasse ('ulica leśna'), a w PRL ulica Nowotki. Jej nazwa jest najczęściej zmienianą nazwą ulicy w Sokołowie Małopolskim.

## Ważniejsze obiekty
W 1961 roku do ewidencji zabytków wpisano drewniany dom z ówczesnym adresem Nowotki 35 i kuźnię z adresem Nowotki 32, mimo to później je rozebrano. W 1992 roku do rejestru zabytków wpisano układ urbanistyczny Sokołowa pod numerem A-1246. W jego ramach wymieniono historyczną zabudowę i wpisano 11 domów z numeracją ulicy Podstawskiego. W 2005 roku w gminnej ewidencji zabytków umieszczono również 11 domów. Większość jest murowana, a kilka opatrzono adnotacją o złym stanie. Wszystkie pochodzą z XX w., po pożarze miasta z 1904 roku. Spośród nich wyróżnia się dom pod numerem 1 w budynku zaadaptowanym z urzędu pocztowego. Ma on pseudowieżyczkę z hełmem i iglicą Pod numerem 7 znajduje się willa Janina nazywana „Rampeltówką” z 1906 r. Nazwę wzięła od imienia córki Karola Rempelta, notariusza i samorządowca. 
Przy dawnej granicy miasta (przy ulicy Polnej) znajduje się kapliczka Najświętszego Serca Pana Jezusa. Ustawiono ją około 1905 roku. Od tego czasu ma formę posągu Jezusa na słupie. Wcześniejsza kapliczka wotywna związana z epidemią cholery spłonęła w pożarze miasta w 1904 roku. Jest jedną z czterech figur które do połowy XX w. stały na wyjazdach z miasta, funkcjonując jak słupy graniczne.
Na rogu z rynkiem znajduje się magistrat, a na rogu z ulicą Polną stadion TG Sokół.
W rejonie ulicy znajdują się też dwa stanowiska ujęte w ewidencji zabytków archeologicznych. Stanowisko Sokołów Młp. 10 pochodzi z neolitu, a stanowisko Sokołów Młp. 16 z późnego średniowiecza.